# Мангри Белізького рифу
Мангри Белізького рифу (ідентифікатор WWF: NT1406) — неотропічний екорегіон мангрових лісів, розташований на сході Белізу.

## Географія
Екорегіон мангрів Белізького рифу охоплює ділянки мангрових лісів, поширені на коралових островах і рифових мілинах, які є частиною Белізького бар'єрного рифу, розташованого на заході Карибського моря. Белізький риф простягається на 300 км паралельно узбережжю Белізу і є другою за величиною системою коралових рифів після Великого Бар'єрного рифу в Австралії. Найбільші ділянки мангрів Белізького рифу знаходяться на найбільшому в Белізі острові Амбергріс-Кей та на атолі Турнеффе, розташованому навпроти міста Беліз, а також на мексиканському острові Чінчорро. Белізький бар'єрний риф захищає узбережжя Белізу від руйнівних хвиль та сильних прибережних течій, характерних для Карибського регіону. Мангрові ліси, поширені у прибережних лагунах Белізу, є частиною окремого екорегіону белізьких мангрів.

## Клімат
В межах екорегіону переважає мусонний клімат (Am за класифікацією кліматів Кеппена) або саванний клімат (Aw за класифікацією Кеппена). Середньорічна кількість опадів тут перевищує 1400 мм. З Карибського моря на сході до Белізу регулярно приходять урагани та тропічні шторми.

## Флора
Рослинний покрив екорегіону представлений манграми, структура яких на різних островах відрізняється від карликових мангрових заростей до високих мангрових лісів. Основу мангрів Белізького рифу складають червоні мангри (Rhizophora mangle) та, меншою мірою, білі мангри (Laguncularia racemosa) і чорні мангри (Avicennia germinans). Крім того, на островах екорегіону зустрічаються гаї кокосових пальм (Cocos nucifera).
На островах Белізького рифу гніздиться багато різноманітних птахів, зокрема карибські фрегати (Fregata magnificens), червононогі сули (Sula sula), рожеві крячки (Sterna dougallii), бурі крячки (Anous stolidus), карибські мартини (Leucophaeus atricilla), великі чепури (Ardea alba), єгипетські чаплі (Ardea ibis), широкодзьобі кваки (Cochlearius cochlearius), американські змієшийки (Anhinga anhinga), бразильські баклани (Phalacrocorax brasilianus), карибські голуби (Patagioenas leucocephala), чорні пересмішники (Melanoptila glabrirostris) та великодзьобі віреони (Vireo magister). Острів Літл-Гуана-Кей є єдиним місцем, де разом гніздяться білі ібіси (Eudocimus albus), рудошиї чепури (Egretta rufescens) та трибарвні чепури (Egretta tricolor), а на острові Мен-О-Вор-Кей знаходиться єдина гніздова колонія білочеревих сул (Sula leucogaster) в Белізі.
У манграх екорегіону часто зустрічаються американські ламантини (Trichechus manatus), які пасуться на луках морської трави, а на піщаних пляжах відкладають яйця рідкісні морські черепахи — зелені черепахи (Chelonia mydas), бісси (Eretmochelys imbricata) та довгоголові морські черепахи (Caretta caretta). Серед інших плазунів, поширених в екорегіоні, слід відзначити гострорилого крокодила (Crocodylus acutus), звичайну ігуану (Iguana iguana), чорну шипохвосту ігуану (Ctenosaura similis) та ендемічного листопалого белізького гекона (Phyllodactylus insularis).

## Збереження
За оцінками, близько 12 % території Белізького бар'єрного рифу є заповідними територіями. Природоохоронні території включають: Національний парк і морський заповідник Бакалар-Чіко, Морський заповідник Саут-Вотер-Кей, Національну пам'ятку Великої Синьої діри, а також Національну пам'тку Халф-Мун-Кей в Белізі та Біосферний заповідник Банко-Чінчорро в Мексиці. У 1996 році система заповідників Белізького бар'єрного рифу була внесена до списку Світової спадщини ЮНЕСКО.